# Triclema africana
Triclema africana är en fjärilsart som beskrevs av George Thomas Bethune-Baker 1926. Triclema africana ingår i släktet Triclema och familjen juvelvingar. Inga underarter finns listade i Catalogue of Life.